# Rådman Lunds gård

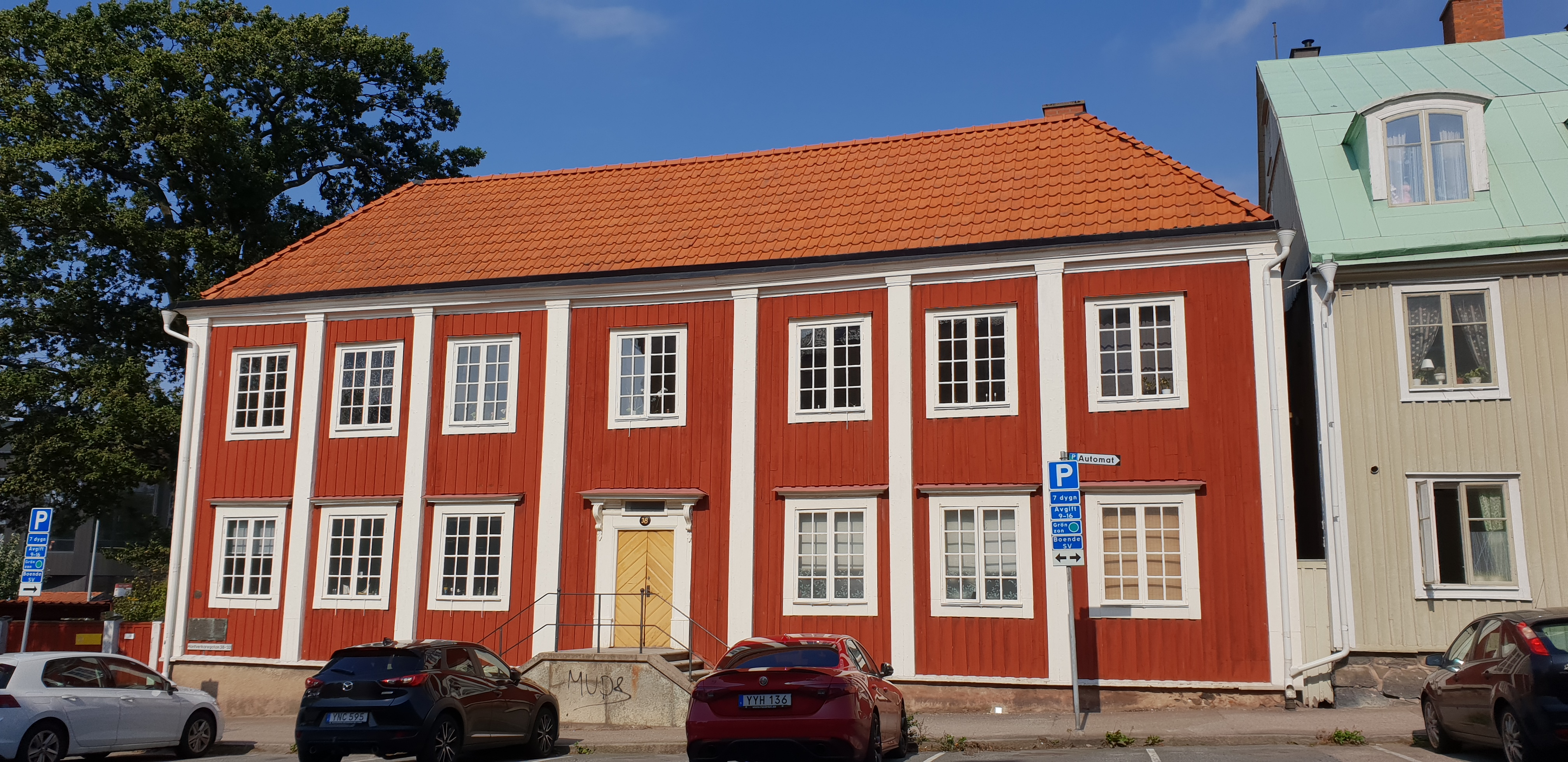
Rådman Lunds gård sedd framifrån på Hantverkaregatan. På bilden syns tydligt hur de rödmålade fasaderna delas av med vitmålade lisener.

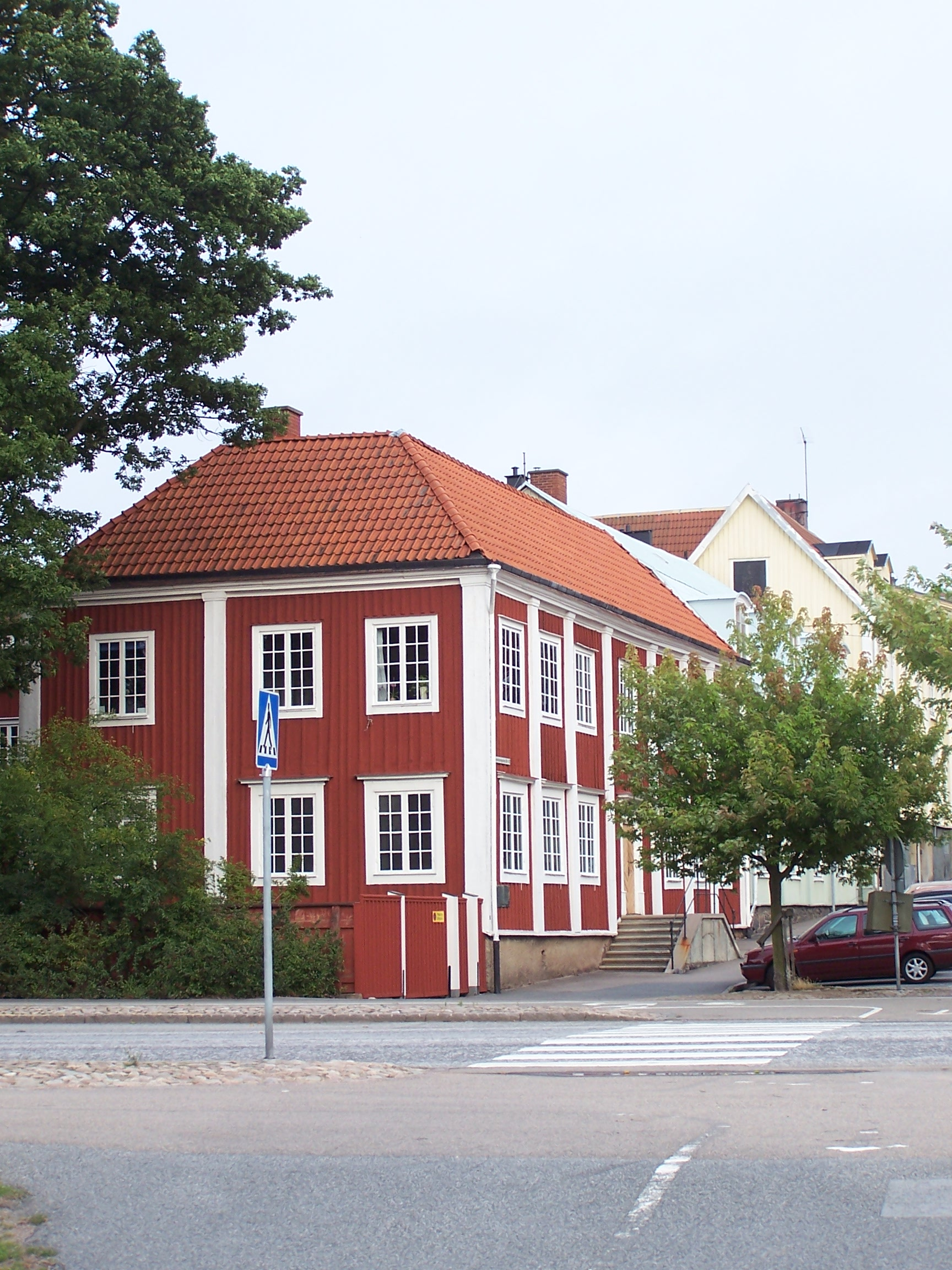
Gården sedd från Chapmans plan.

Rådman Lunds gård, på adress Hantverkaregatan 38, med beteckning Clerck 26, är en byggnad i Karlskrona, som sedan 1964 är märkt som ett byggnadsminne. Gården anses vara ett utpräglat exempel på ett karolinskt bostadshus.

## Historik
Gården uppfördes mellan 1712 och 1715, och uppkallades efter köpmannen och rådmannen Christian Fredrik Lund. Han bebodde även gården till sin död 1741.
Gården hade flera ägare efter Lunds död, innan den år 1776 förvärvades av Svenska kronan. I den egenskapen ingick den i Första kronogården i Karlskrona, tillsammans med huset på Hantverkaregatan 36, Granschougska tomten. Kronogården var kvar i statlig ägo fram till och med 1794. 1798 köpte Johan Nilsson Stenstrand gården, och 1806 sålde han den till överstelöjtnant Georg Fredrik Ameen. Han dog 1811 och 1830 sålde änkan gården till korpralen i det Kungliga franska regementet Ludvig Brusquini.
Mellan 1830 och 1903 ägdes gården av släkten Brusquini, som härstammade från Italien. Gården kallas därför emellanåt för Brusqvinska gården. 1917 förvärvade Karlskrona stad gården. 1949 lät staden utföra en genomgripande renovering av gårdskomplexet, som därmed återställdes till sin ursprungliga planmässiga utformning. I samband med renoveringen konserverades även de berömda vägg- och takmålningarna på gården, som är gjorda i barockstil. Dessa utfördes, på Christian Fredrik Lunds beställning, sannolikt av konterfejaren Johan Andersson Columbus. 1950 utfärdade staden skyddsföreskrifter för gården, och 1964 listades den som byggnadsminne.
Karlskrona stad och kommun ägde gården fram till 1995, då den såldes. Sedan dess har den varit privatbostad.

## Gården
Rådman Lunds gård består av en huvudbyggnad, som har fasad mot Hantverkaregatan, och en gårdsflygel. Byggnaden är två våningar hög och står på en låg källarvåning gjord av sten. Fasaderna är timrade och panelade samt målade i röd färg. De delas av vitmålade lisener. Även foder och dörrlister är vitmålade. Taket är täckt med tegel.